# Катарина Лазовић
Катарина Лазовић (Београд, 12. септембар 1999) српска је одбојкашица. Игра на позицији примача сервиса.

## Спортска каријера
Наступала је за београдску Визуру од 2014. до 2019. године. Крајем јула 2019, потписала је двогодишњи уговор са пољском екипом ЛКС из Лођа. Игра на позицији примача сервиса. Од 2021. године игра за Монцу.
Катарина Лазовић је чланица женске одбојкашке репрезентације Србије. Наступала је у млађим категоријама за државни тим. Уврштена је у састав Србије за сениорско Европско првенство 2019. године. Са репрезентацијом је освојила златну медаљу на том такмичењу, а Србија је у финалу победила домаћина првенства Турску победом у пет сетова.
На Европском првенству 2021. године чија је завршница одржана у Београду, освојила је сребрну медаљу са репрезентацијом Србије. Освојила је бронзану медаљу са Србијом у Лиги нација 2022. године, то је била прва медаља за српску женску одбојку у овом такмичењу. Уврштена је у састав репрезентације Србије за Светско првенство 2022. године у Пољској и Холандији, на ком је са репрезентацијом изборила финале. У финалу је Србија победила Бразил максималним резултатом 3:0, и тако освојила златну медаљу.

## Приватни живот
Лазовићева се 29. јуна 2024. године удала за кошаркаша Немању Дангубића.